# Memurubu

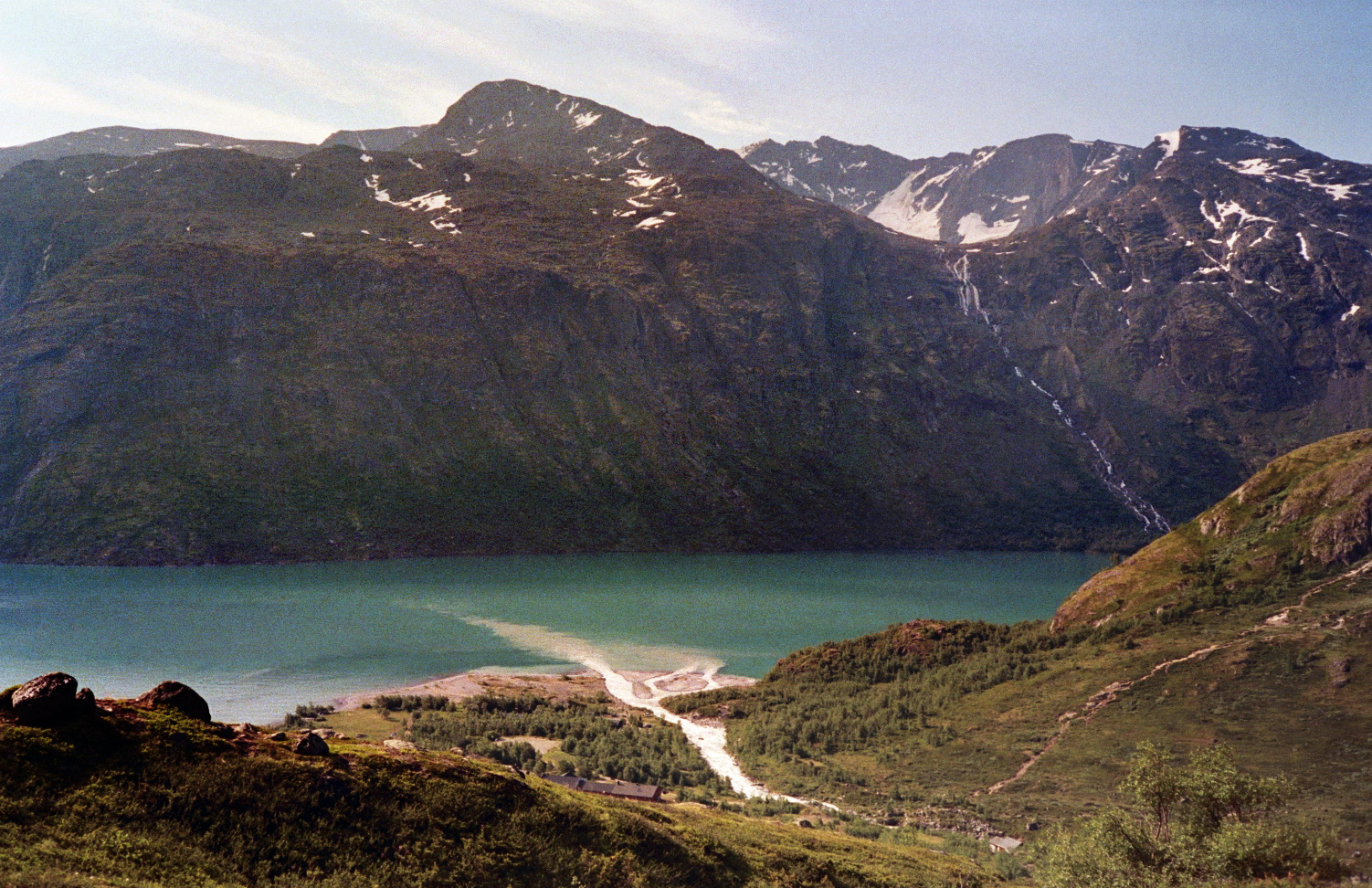
Mündung des Muru in den Gjende bei Memurubu

Memurubu ist eine norwegische Wanderhütte, die am Gjendesee im Nationalpark Jotunheimen liegt. Sie befindet sich am Ende des Murudalen, an der Mündung des Flusses Muru in den Gjendesee. Memurubu liegt in der Kommune Lom in der Provinz Innlandet.
Die Hütte wurde 1872 als vierte Hütte des norwegischen Wandervereins DNT errichtet. Inzwischen ist sie in privater Hand. Es gibt aber Rabatt für DNT-Mitglieder. Nach einem Brand 1998 wurde ein modernes Gebäude mit Doppelzimmern und eigenen Bädern angebaut. Im Haupthaus befinden sich weiterhin Schlafsäle und Gemeinschaftsduschen; insgesamt stehen über 150 Betten bereit.
Der Weg von Gjendesheim über den Besseggengrat nach Memurubu bzw. zurück ist einer der bekanntesten Wanderwege Norwegens. Zwischen Gjendesheim, Memurubu und Gjendebu am westlichen Ufer des Sees besteht außerdem eine Bootsverbindung.
Weiterhin kann von Memurubu aus durch das Memurudalen der siebthöchste Berg Norwegens, der Surtningssue (2368 moh.) bestiegen werden.
Die Stromversorgung von Memurubu erfolgt über ein kleines Wasserkraftwerk.